# 박단
박단(1995년 ~)은 대한민국의 가수다. 2017년 싱글 《수박축제》로 데뷔했다.

## 방송
- 쇼미더머니 5 (2016)
- 쇼미더머니 777 (2018) - Top60
- 쇼미더머니 9 (2020)